# Distrikt Butaleja
Butaleja ist ein Distrikt in Ostuganda. Die Hauptstadt des Distrikts ist Butaleja.

## Lage
Der Distrikt Butaleja grenzt im Norden an den Distrikt Budaka, im Osten an den Distrikt Mbale, im Südosten an den Distrikt Tororo, im Süden an den Distrikt Bugiri und im Westen an den Distrikt Namutumba.

## Demografie
Die Bevölkerungszahl betrug 2014 244.153 Einwohner.
| Zensusjahr | Einwohnerzahl |
| ---------- | ------------- |
| 1991       | 106.678       |
| 2002       | 157.489       |
| 2014       | 244.153       |

## Wirtschaft
Subsistenzlandwirtschaft ist die wichtigste wirtschaftliche Aktivität im Distrikt.